# 宝城宣氏
宝城宣氏（ポソンソンし、朝鮮語: 보성선씨）は、朝鮮の氏族の一つ。本貫は全羅南道宝城郡である。2015年の調査では、41,876人である。
始祖は、中国・明の洪武15年に学士として使命を奉じて、高麗に帰化した宣允祉である。
宣允祉は、王禑時代に湖南按廉使として、全羅道の海岸地方を侵攻する倭寇を掃討しる功績を挙げて、民を安定させた。高麗が亡びる時に官職を捨てて宝城に隠居した。

## 集姓村
- 光州広域市光山区松汀洞
- 全羅南道宝城郡熊峙面中山里
- 全羅南道宝城郡宝城邑烽山里
- 全羅南道宝城郡鳥城面梅峴里
- 全羅南道宝城郡鳥城面鳳陵里
- 全羅南道宝城郡得糧面[2]